# Toni Diederich
Anton Diederich (*16. listopadu 1939 Eveshausen) je německý historik a archivář. Je považován za předního německého badatele v oblasti sfragistiky.

## Život
Anton Diederich studoval historii, latinu, pomocné vědy historické a filozofii na univerzitách v Bonnu a Kolíně nad Rýnem. Od roku 1959 je členem katolického studentského spolku K.D.St.V. Alania v Bonnu. V roce 1965 získal v Bonnu doktorát za práci o klášteře svatého Florina (Florinskirche) v Koblenzi, která byla později publikována v rámci ediční řady Studien zur Germania sacra. Následně si doplnil vzdělání pro vykonávání vyšší archivní služby. Jako archivář působil Diederich nejprve v Historickém archivu města Kolína nad Rýnem a od roku 1974 jako ředitel městského archivu pod vedením Huga Stehkämpera (1929–2010).
Od roku 1979 až do svého odchodu do důchodu v roce 2004 byl Diederich prvním neklerikem v této funkci, který vedl Historický archiv kolínské arcidiecéze. Během této doby se archivní fond rozrostl z 1150 běžných metrů na více než pět kilometrů běžných metrů.
Od roku 1975 do roku 2004 zastával Diederich také pedagogickou pozici na univerzitě v Kolíně nad Rýnem, se zvláštním zaměřením na pomocné vědy historické. V roce 1985 byl jmenován čestným profesorem kolínské univerzity. Jeho manželka je vnučkou bonnského architekta Wilhelma Weinreise (1872-1906), podle jehož plánů bylo postaveno Guierovo mauzoleum, které dnes slouží jako kaple hradního hřbitova v Bad Godesbergu (Bad Godesberger Burgfriedhofs).

## Výzkum
Diederichova vědecká práce zahrnuje aspekty právních, církevních a regionálních dějin (zejména Porýní), jakož i dějiny města Kolína nad Rýnem a jeho prameny. V roce 1980 vydal spolu se stavitelem kolínské katedrály (Katedrála svatého Petra) Arnoldem Wolffem (1932–2019) pamětní publikaci ke stému výročí jejího dokončení.
V řadě svých publikací se Diederich věnuje příkladně, ale také napříč epochami a programově sfragistice, tj. historické a uměleckohistorické pramenné hodnotě středověkých a raně novověkých pečetí a jejich archivnímu uchovávání a katalogizaci, tedy disciplíně pomocných věd historických, která byla v poslední době v německojazyčném bádání spíše opomíjena; Diederich je v současnosti považován za předního německého sfragistika. Během Diederichova působení v čele Historického archivu kolínské arcidiecéze byla tamější sbírka pečetí v roce 1984 rozšířena na více než 46 000 otisků pečetí nákupem přibližně 30 000 kusů ze sbírky Stephana Beissela (1841–1915). V roce 2005 vydal Diederich spolu s Joachimem Oepenem sborník o stavu a perspektivách bádání v pomocných vědách historických, v němž sám představil sfragistiku jako dílčí disciplínu. V roce 2012 vydal publikaci o sfragistice, ve které se zaměřil na další a hlubší příspěvky.

## Dílo (výběr)
Pramenné edice a monografie
- [als Anton Diederich]: Das Stift St. Florin zu Koblenz (= Studien zur Germania Sacra, Band 6 = Veröffentlichungen des Max-Planck-Instituts für Geschichte. Band 16). Vandenhoeck & Ruprecht, Göttingen 1967.
- Das ehemalige Kanonikerstift St. Florin in Koblenz. Grundzüge seiner Geschichte und seiner Verfassung (= Mittelrheinische Hefte. Band 2). Görres, Koblenz 1978.
- Die alten Siegel der Stadt Köln (= Aus der Kölner Stadtgeschichte.). Greven, Köln 1980 ISBN 3-7743-0176-X.
- Von den Anfängen in der Römerzeit bis zum Ende des Hohen Mittelalters Echo, Kehl 1994, ISBN 3-927095-17-6.
- Rheinische Städtesiegel (= Rheinischer Verein für Denkmalpflege und Heimatschutz. Jahrbuch 1984/85). Neusser Druckerei & Verlag, Neuss 1984, ISBN 3-88094-481-4.
- Regesten zu den Urkunden des Amtleutearchivs St. Columba in Köln (= Publikationen der Gesellschaft für Rheinische Geschichtskunde. Band 78). Droste, Düsseldorf 2009, ISBN 978-3-7700-7633-8.
- Siegelkunde. Beiträge zu ihrer Vertiefung und Weiterführung. Böhlau, Wien u. a. 2012, ISBN 978-3-412-20956-8.

Články
- Geschäftssiegel. Untersuchungen zur Verbreitung, Funktion und Bedeutung des Sigillum ad causas im Rheinland. In: Archiv für diplomatik, Band 21, 1975, S. 459–498.
- Zum Quellenwert und Bedeutungsinhalt mittelalterlicher Städtesiegel. In: Archiv für Diplomatik, Band 23, 1977, S. 269–285.
- Prolegomena zu einer neuen Siegel-Typologie. In: Archiv für Diplomatik, Band 29, 1983, S. 242–284.
- Stift – Kloster – Pfarrei. Zur Bedeutung der kirchlichen Gemeinschaften im Heiligen Köln. In: Hiltrud Kier, Ulrich Krings (Hrsg.): Köln: Die Romanischen Kirchen von den Anfängen bis zum Zweiten Weltkrieg. Bachem, Köln 1984, ISBN 3-7616-0761-X, S. 17–78.
- Stadtpatrone an Rhein und Mosel. In: Rheinische Vierteljahrsblätter, Band 58, 1994, S. 25–86.
- Sphragistik. In: Ders., Joachim Oepen (Hrsg.): Historische Hilfswissenschaften. Stand und Perspektiven der Forschung. Böhlau, Köln u. a. 2005, ISBN 978-3-412-12205-8. (Rezension)
- Siegelurkunde – Notariatsinstrument – Schreinseintrag. Zur Rechtssicherung von Liegenschaften und Erbzinsen im spätmittelalterlichen Köln. In: Archiv für Diplomatik. Bd. 53 (2007) S. 353–366.
- Sancta Colonia – Sancta Coloniensis Religio. Zur „Botschaft“ der Bleibullen Erzbischof Pilgrims von Köln (1021–1036). In: Rheinische Vierteljahrsblätter, Band 75, 2011, S. 1–49.

Spoluvydavatelství
- (mit Arnold Wolff): Das Kölner-Dom-Jubiläumsbuch 1980. Offizielle Festschrift der Hohen Domkirche Köln. Aus Anlaß der Hundertjahrfeier der Vollendung des Kölner Domes nach Sechshundertzweiunddreißigjähriger Bauzeit am 15. Oktober 1880. 2. Auflage, Köln 1980, ISBN 3-922442-02-1.
- (mit Ulrich Helbach): Das Historische Archiv des Erzbistums Köln. Übersicht über seine Geschichte, Aufgaben und Bestände (= Studien zur Kölner Kirchengeschichte. Band 31). Schmitt, Siegburg 1998, ISBN 3-87710-187-9.